# Hollandbio
Hollandbio is de branchevereniging voor biotechnologiebedrijven in Nederland. De organisatie behartigt de belangen van biotechbedrijven, variërend van startups tot multinationals, en zet zich in voor een innovatief en concurrerend biotechnologisch ecosysteem in Nederland.
Hollandbio werd opgericht in 2014 als een fusie van meerdere organisaties binnen de biotechsector. Sinds de oprichting heeft de organisatie zich ontwikkeld tot een invloedrijke speler in de sector, met een groeiend aantal leden en een actieve rol in beleidsvorming en belangenbehartiging.

## Doel en Missie
Hollandbio streeft naar een optimaal innovatieklimaat voor biotechnologie in Nederland. De organisatie richt zich op het bevorderen van ondernemerschap en innovatie binnen de biotechnologiesector. Daarnaast streeft zij naar verbeteringen in regelgeving en beleid om een gunstig ondernemersklimaat voor biotechbedrijven te creëren.

## Lidmaatschap en Leden

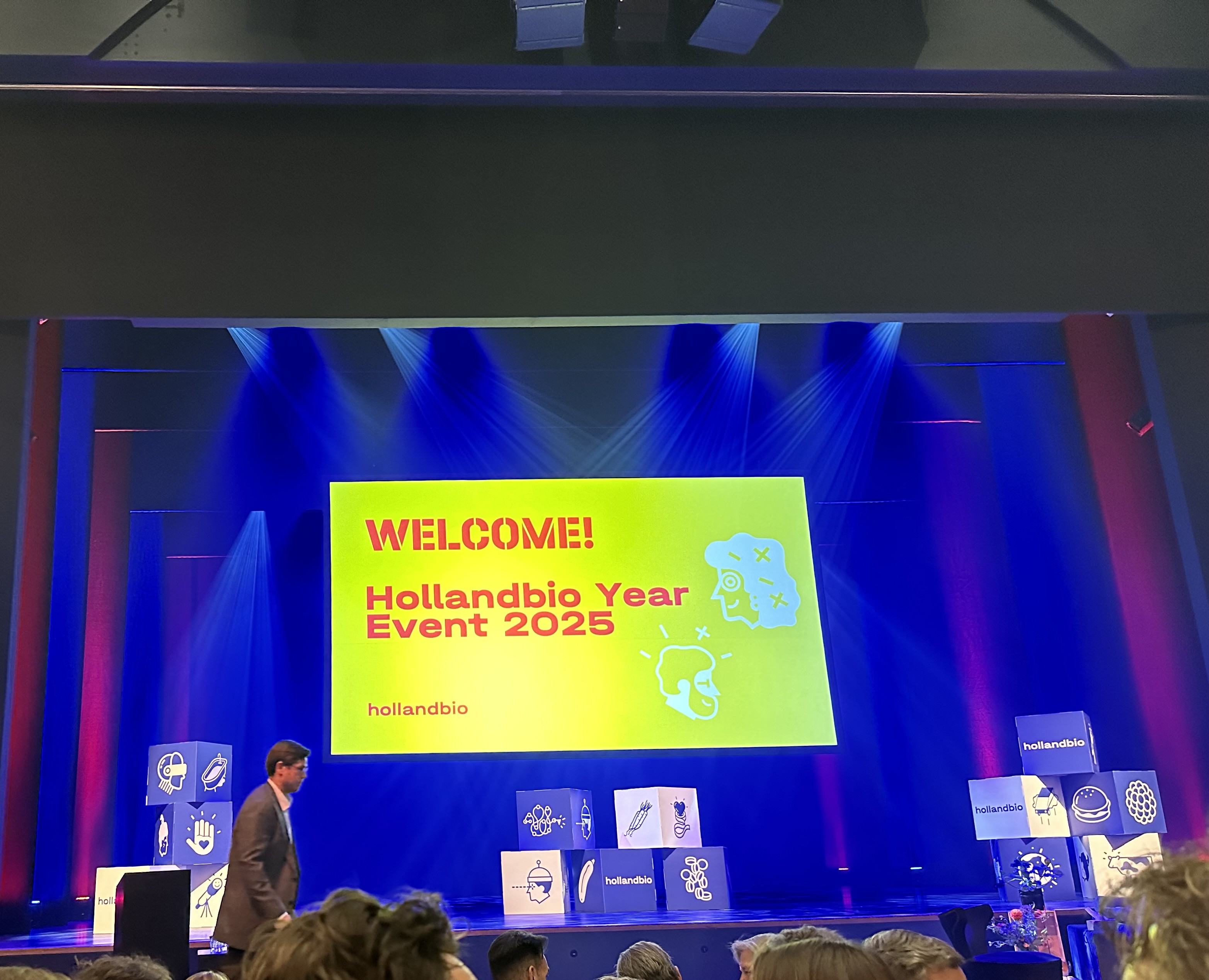
Het podium van het 2025 Hollandbio Year Event in de AFAS Theaterzaal in Amersfoort.

Hollandbio vertegenwoordigt meer dan 275 leden, variërend van startups en universitaire spin-offs tot grote internationale biotechbedrijven zoals Johnson & Johnson, Leyden Labs, Hoffmann-La Roche, ProQR, MIMETAS, Leiden Bio Science Park, Alexion, Meatable, Deloitte, BioMarin Pharmaceutical Inc., Mosa Meat, GlaxoSmithKline, DSM, Derks & Derks, GlaxoSmithKline, Biotech Training Facility, Pfizer, Tebubio, BioPartner, JPP - Life Sciences Marketing, Novo Nordisk, Sanquin, NecstGen en Pfizer. De aangesloten bedrijven zijn actief in uiteenlopende biotechnologiesectoren, waaronder medische, industriële en agrarische biotechnologie.

## Biotechklimaat in Nederland
Nederland heeft een toonaangevend biotech-ecosysteem dat internationaal hoog staat aangeschreven. Dankzij een sterke kennisbasis met topuniversiteiten, publiek-private samenwerkingen en clusters zoals het Leiden Bio Science Park en de Health~Holland coalitie, is Nederland een vruchtbare voedingsbodem voor biotechnologische innovatie.
Desondanks ondervindt ook het Nederlandse biotechveld belemmeringen door Europese regelgeving, versnipperd beleid en trage procedures. Hollandbio benadrukt daarom het belang van een ambitieus EU-kader waarin Nederland zijn voorloperspositie kan behouden en versterken. De organisatie ziet in de EU Biotech Act een unieke kans om het Europese en Nederlandse biotechklimaat toekomstbestendig te maken.

### De Biotech Act
In aanloop naar de voorgestelde EU Biotech Act, verwacht in het derde kwartaal van 2026, speelt hollandbio een voortrekkersrol in de oproep tot ambitieus Europees beleid dat biotechnologische innovatie stimuleert. Met de campagne #ACTNOW vraagt hollandbio samen met Europese partners aandacht voor de noodzaak om het Europese biotechnologiebeleid fundamenteel te hervormen. De huidige regelgeving wordt gekenmerkt door politieke impasses, trage toelatingsprocedures en beperkte toegang tot financiering, wat de groei en impact van biotechbedrijven belemmert.
De EU Biotech Act moet volgens hollandbio een kantelpunt vormen: met meer ruimte voor innovatieve regelgeving, een verbeterde markttoegang en actieve stimulering van vraag naar biotechnologische oplossingen. Het doel is om Europa aantrekkelijker te maken voor biotechbedrijven en zo maatschappelijke impact te realiseren op het gebied van gezondheid, duurzaamheid, voedselzekerheid en industriële transitie.
De belangrijkste speerpunten van de voorgestelde Biotech Act zijn:
1. Investeren in koplopers – Doorbraken in biotech moeten toegang krijgen tot risicokapitaal en ondersteunende infrastructuur.
2. Versnellen van markttoegang – Snelle, passende toelatingsroutes moeten biotechproducten sneller bij patiënten, boeren en consumenten brengen.
3. Verwijderen van implementatiebarrières – Beleid moet adoptie van biotech-oplossingen in de samenleving stimuleren.

## Samenwerking en Partnerschappen
Hollandbio werkt nauw samen met nationale en internationale partners, waaronder de Nederlandse overheid, universiteiten, en VNO-NCW. De organisatie is betrokken bij Europese initiatieven zoals de EU Biosolutions Coalition.

## Externe Links
- Officiële website van hollandbio
- VNO-NCW
- Nationaal Groeifonds Biotech Booster